# Medalla de la Campanya de la Guerra Civil
La Medalla de la Campanya de la Guerra Civil (anglès:Civil War Campaign Medal) és considerada com la primera medalla de servei de l'Exèrcit dels Estats Units. Va ser atorgada pel servei a l'Exèrcit Regular o Voluntari o a la Milícia en servei dels Estats Units durant la Guerra Civil entre el 15 d'abril de 1961 i el 9 d'abril de 1865, o pel servei a Texas fins al 20 d'agost de 1886
Va ser autoritzada el 1905 per Theodore Roosevelt en el 40è Aniversari del final de la Guerra Civil.
Originalment va ser atorgada com una condecoració commemorativa, però gairebé de forma immediata assolí el grau de condecoració militar autoritzada per portar sobre l'uniforme actiu. El motiu és que molts oficials superiors el 1905 eren veterans de la Guerra Civil. El 1918, a tots aquells que havien estat citats per valentia se'ls atorgà la Citació de l'Estrella de Plata. Només se n'atorgaren 6.
Un dels receptors més famosos va ser el General Arthur MacArthur, pare del General de l'Exèrcit Douglas MacArthur.

## Disseny
Una medalla de bronze. A l'anvers figura la imatge d'Abraham Lincoln mirant a la dreta, amb la llegenda "WITH MALICE TOWARD NONE, WITH CHARITY FOR ALL" (Amb malícia enlloc, amb caritat per tots). La versió de la marina mostra el USS Monitor i el CSS Virginia lluitant a Hampton Roads.
Penja d'una cinta blau fosc i gris a parts iguals, els colors dels uniformes dels exèrcits.